# HaNoar HaLeumí
HaNoar HaLeumí (en hebreo: הנוער הלאומי‎, Juventud Nacional) es un movimiento juvenil sionista que fue fundado en 1934 por la Federación Nacional de los Trabajadores, como un movimiento educativo y social creado para promover los valores democráticos en el Mandato Británico de Palestina, y posteriormente en el Estado de Israel, tras la declaración de independencia de dicha nación.

## Movimiento Beitar
El movimiento juvenil Beitar y la Juventud Nacional son dos grupos muy afines a nivel ideológico. El movimiento Beitar defiende los valores del sionismo revisionista de Zeev Jabotinsky, que ha sido y es una figura clave para este movimiento juvenil. Aunque el movimiento se considera como apolítico, sin embargo coloca en su centro a figuras políticas y sociales, con unos valores identificados con el Estado de Israel.

## Historia
En sus primeros años, el movimiento formaba parte de la sección juvenil de la Federación Nacional de los Trabajadores, pero a lo largo de los años se convirtió en un movimiento juvenil independiente. Los graduados del movimiento establecieron puestos de avanzada y asentamientos Nahal, que más tarde se convirtieron en asentamientos israelíes.

## Educación
El movimiento educa a sus miembros de acuerdo con las enseñanzas sociales de Zeev Jabotinsky, cuyos valores centrales contribuyen a la comunidad, al amor por el país, al desarrollo del liderazgo de los jóvenes, a la realización del servicio militar en las FDI y la existencia del Estado. La sólida creencia de Jabotinsky de que la fuerza de la juventud podía sanar las enfermedades sociales de la nación, fue la base del movimiento. Los símbolos del nuevo estado fueron el Himno de Israel, llamado HaTikvá y la Bandera de Israel. 

## Ideales
De acuerdo con los principios sociales de Jabotinsky, uno debe esforzarse por conseguir la igualdad de la sociedad y es necesario trabajar para reducir las brechas sociales, a través de las actividades juveniles. Un guía del movimiento cumple con los ideales de Jabotinsky, esto significa crear las principales bases para mejorar las condiciones de vida de una persona, en el marco de una sociedad igualitaria.

## Actividades
El movimiento ofrece: comida, alojamiento, ropa, atención sanitaria, alimento, y ropa para los más necesitados. Sus miembros visitan a los ancianos que están en las residencias, y a los enfermos ingresados en los hospitales. Los guías y profesores sirven como maestros y educadores de las generaciones futuras.

## Actualmente
El movimiento nacional de la juventud, ha fundado decenas de centros para llevar a cabo sus actividades, principalmente en la periferia de las ciudades y en diversas ubicaciones geográficas. El movimiento nacional de la juventud, ofrece actividades y proyectos para la comunidad, lleva a cabo diversas campañas, cursos de formación, campamentos de verano, y emprende varias iniciativas sociales, que son realizadas siguiendo un programa establecido. A partir de 2017, el presidente del movimiento es el judío Nissim Shalem y el director general del movimiento es el ciudadano Kobi Ezran. 

## Liderazgo
El liderazgo juvenil del grupo está formado por jóvenes que actúan como los guías del movimiento. Los miembros que asumen el liderazgo son elegidos por los otros miembros del grupo. La dirección del grupo toma las decisiones importantes para el movimiento, los miembros generalmente son críticos con las decisiones de sus líderes. 

## Dirección
La dirección del grupo es dirigida por el presidente, que a su vez es elegido cada año por todos los consejeros, en el grupo tradicionalmente se celebran elecciones anualmente.